# Saravale
Saravale es una comuna ubicada en el distrito de Timiș, Rumania.

## Superficie
Posee una superficie de 102,5 kilómetros cuadrados.

## Demografía
Hasta 2021 la población era de 2610 habitantes, con una densidad de población de 25,47 habitantes por kilómetro cuadrado.